# Rhynchocorys orientalis
Rhynchocorys orientalis är en snyltrotsväxtart som först beskrevs av Carl von Linné, och fick sitt nu gällande namn av George Bentham. Rhynchocorys orientalis ingår i släktet Rhynchocorys och familjen snyltrotsväxter. Inga underarter finns listade i Catalogue of Life.